# Bill Warrington
Bill Warrington (auch als W. Warrington geführt) (* 1910; † 11. September 1981) war ein britischer Spezialeffektkünstler, der 1962 mit einem Oscar in der Kategorie „Beste visuelle und akustische Effekte“ für seine Mitarbeit an dem Film Die Kanonen von Navarone ausgezeichnet wurde.

## Leben
Bill Warrington startete seine Karriere 1932 mit dem Alfred-Hitchcock-Film Nummer siebzehn. In dem Monumentalfilm Caesar und Cleopatra, in dem Claude Rains und Vivien Leigh die Hauptrollen spielten, war er 1944 für die Spezialeffekte zuständig. In die Literaturverfilmung Ausgestoßen von Carol Reed, die 1948 als bester britischer Film des Jahres ausgezeichnet wurde, war er ebenfalls involviert. Darauf folgte 1949 die Mitarbeit an Haus der Sehnsucht, einem Sozialdrama von Edward Dmytryk. Im Jahr 1952 stand die oscarnominierte Filmkomödie Der Unwiderstehliche mit Alec Guinness auf seinem Programm. Mit Guinness arbeitete er in dem Kriegsfilm Malta Story im darauffolgenden Jahr erneut zusammen. Auch in dem britischen Film über das deutsche Panzerschiff Admiral Graf Spee Panzerschiff Graf Spee war er 1956 mit von der Partie. In dem Film über den Untergang des Luxusdampfers Titanic, der nach einer Kollision mit einem Eisberg 1912 unterging, war er 1958 für die Spezialeffekte zuständig. Diese Herausforderung nahm er in dem Kriegsfilm Die letzte Fahrt der Bismarck über das deutsche Schlachtschiff Bismarck erneut wahr.
1962 wurde er zusammen mit Chris Greenham mit einem Oscar in der Kategorie „Beste visuelle Effekte“ bzw. „Beste akustische Effekte“ für seine Mitwirkung an dem Kriegsfilm Die Kanonen von Navarone mit Gregory Peck, David Niven und Anthony Quinn in den Hauptrollen ausgezeichnet.
Mit dem Abenteuerfilm Jäger des verlorenen Schatzes von Steven Spielberg gab er 1981 seinen Abschied vom Film. Das Spezialeffekte-Equipment lag dort in seinen Händen.

## Filmografie (Auswahl)
- 1932: Nummer siebzehn (Number Seventeen)
- 1945: Caesar und Cleopatra
- 1947: Ausgestoßen (Odd Man Out)
- 1949: Haus der Sehnsucht (Give Us This Day)
- 1950: Paris um Mitternacht (So Long at the Fair)
- 1950: So ist das Leben (Trio)
- 1950: Auf falscher Spur (The Clouded Yellow)
- 1951: Nacht ohne Sterne (Night Without Stars)
- 1952: Der Unwiderstehliche (The Card)
- 1952: Weiße Frau im Dschungel (The Planter’s Wife)
- 1953: Malta Story
- 1954: Flammen über Fernost (The Purple Plain)
- 1956: Allen Gewalten zum Trotz (Reach for the Sky)
- 1956: Panzerschiff Graf Spee (The Battle of the River Plate)
- 1957: Der Prinz und die Tänzerin (The Prince and the Showgirl)
- 1957: Feinde aus dem Nichts (Quatermass 2)
- 1958: Die letzte Nacht der Titanic (A Night To Remember)
- 1959: Die Rache der Pharaonen (The Mummy)
- 1960: Die letzte Fahrt der Bismarck (Sink the Bismarck!)
- 1961: Die Kanonen von Navarone (The Guns of Navarone)
- 1965: Dschingis Khan (Genghis Khan)
- 1965: Kennwort „Schweres Wasser“ (The Heroes of Telemark)
- 1967: Das grüne Blut der Dämonen (Quatermass and the Pit)
- 1969: Die Todesreiter (The Desperados)
- 1970: Cromwell – Krieg dem König (Cromwell)
- 1974: Gold
- 1979: Danger UXB (Fernsehserie, 2 Folgen)
- 1981: Jäger des verlorenen Schatzes (Raiders of the Lost Ark)

## Auszeichnungen
- 1962: Oscar erhalten für Die Kanonen von Navarone